# Олден (Канзас)
Олден (англ. Alden) — місто (англ. city) в США, в окрузі Райс штату Канзас. Населення — 122 особи (2020).

## Географія
Олден розташований за координатами 38°14′38″ пн. ш. 98°18′43″ зх. д. / 38.24389° пн. ш. 98.31194° зх. д. (38.243862, -98.311985).  За даними Бюро перепису населення США в 2010 році місто мало площу 0,49 км², уся площа — суходіл. В 2017 році площа становила 0,40 км², уся площа — суходіл.

## Демографія
Згідно з переписом 2010 року, у місті мешкало 148 осіб у 61 домогосподарстві у складі 47 родин. Густота населення становила 300 осіб/км².  Було 80 помешкань (162/км²).
Расовий склад населення:
| - 94,6 % — білих - 0,7 % — азіатів |

До двох чи більше рас належало 4,7 %. Частка іспаномовних становила 1,4 % від усіх жителів.
За віковим діапазоном населення розподілялося таким чином: 22,3 % — особи молодші 18 років, 58,1 % — особи у віці 18—64 років, 19,6 % — особи у віці 65 років та старші. Медіана віку мешканця становила 44,0 року. На 100 осіб жіночої статі у місті припадало 108,5 чоловіків;  на 100 жінок у віці від 18 років та старших — 98,3 чоловіків також старших 18 років.
Середній дохід на одне домашнє господарство  становив 56 756 доларів США (медіана — 60 625), а середній дохід на одну сім'ю — 64 161 долар (медіана — 61 250). Медіана доходів становила 35 417 доларів для чоловіків та 31 250 доларів для жінок. За межею бідності перебувало 7,3 % осіб, у тому числі 20,0 % дітей у віці до 18 років та 8,7 % осіб у віці 65 років та старших.
Цивільне працевлаштоване населення становило 61 осіб. Основні галузі зайнятості: освіта, охорона здоров'я та соціальна допомога — 26,2 %, сільське господарство, лісництво, риболовля — 23,0 %, будівництво — 13,1 %, транспорт — 11,5 %.